# Остров Чихачёва
Остров Чихачёва — остров России в Японском море, перед входом в залив Ольги. Расположен в 800 м от берега. Административно является частью Ольгинского района Приморского края. Площадь поверхности — 0,153 км².

## История
Остров Чихачёва открыт в 1857 году экипажем пароходо-корвета «Америка».
Остров Чихачёва назван в честь адмирала Российского императорского флота, исследователя Дальнего Востока Николая Чихачёва.

## География
Остров имеет размеры приблизительно 800×600 метров, его скалистые, частично покрытые растительностью обрывистые берега резко возвышаются из воды.
На острове находится маяк, обслуживаемый вахтовым методом сотрудниками гидрографической службы Ольгинского района.
Несмотря на близость к берегу, посещение острова Чихачёва в туристических целях затруднительно. Выход из залива Ольги маломерных судов запрещён, выход в море разрешён только судам соответствующего класса с разрешения Пограничной службы России.

## Галерея

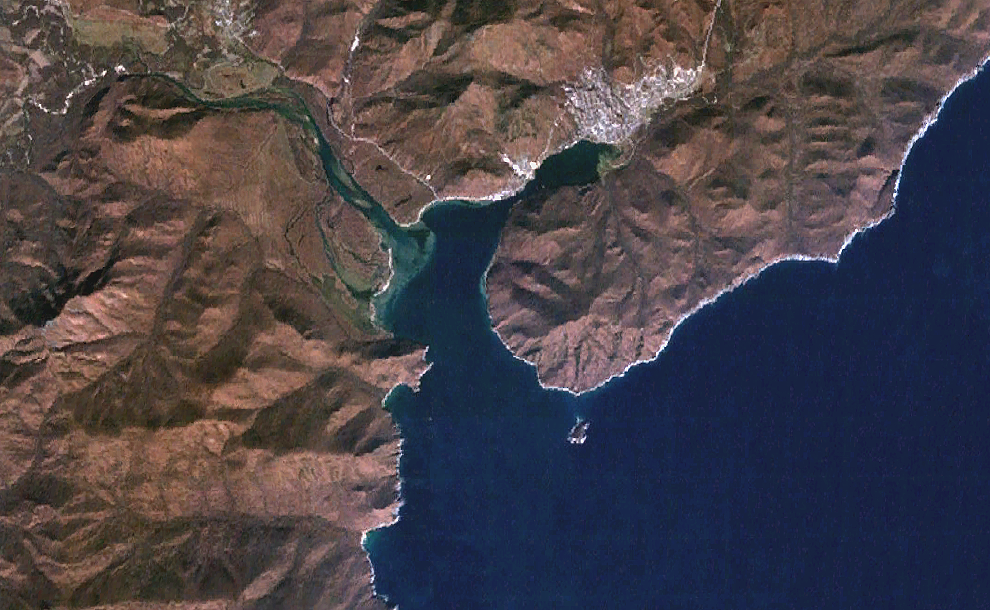
Залив Ольги и остров Чихачёва со спутника.
- На выходе из залива Ольги.
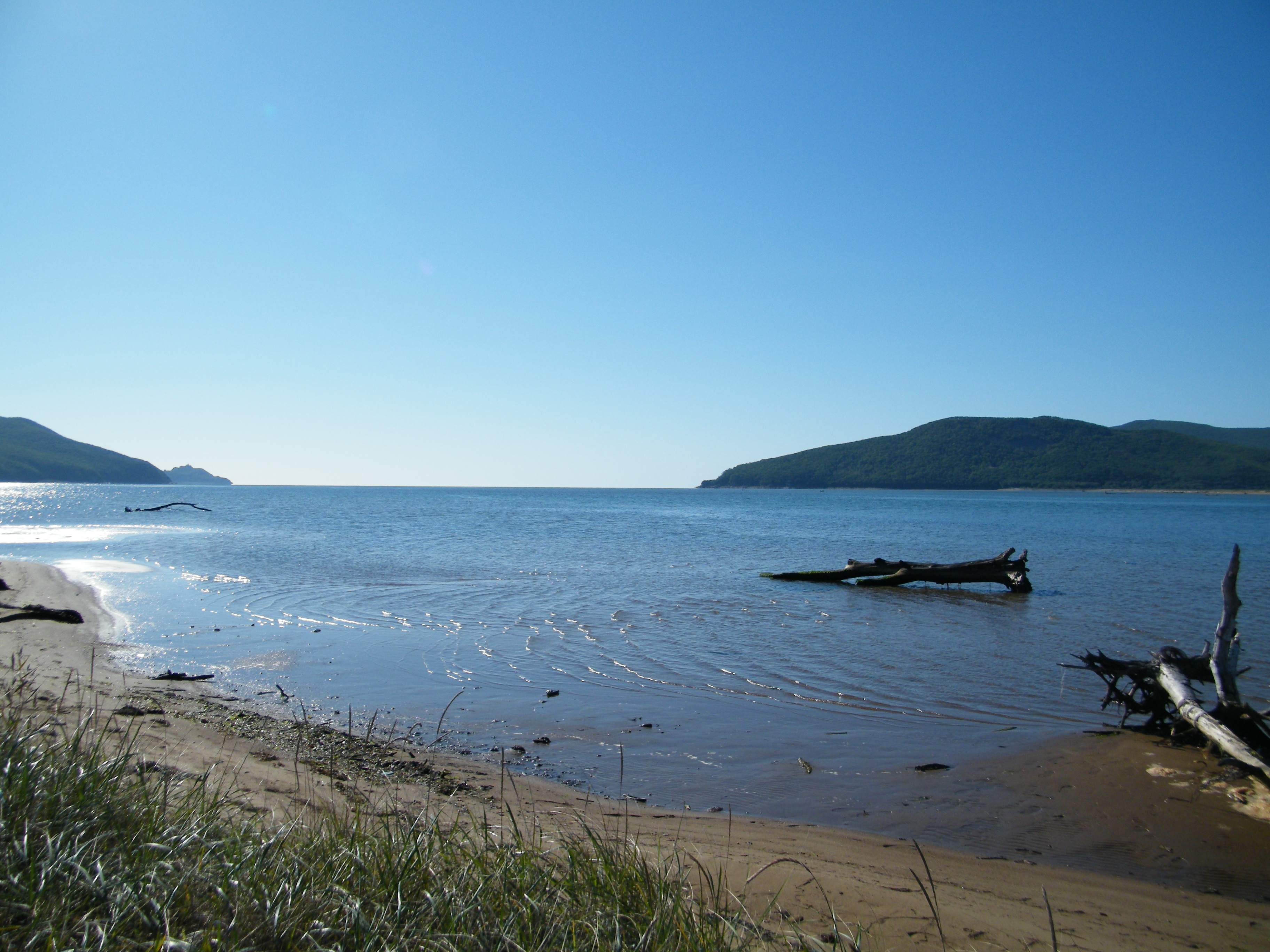
Залив Ольги и устье реки Аввакумовка. Вдали — остров Чихачёва.
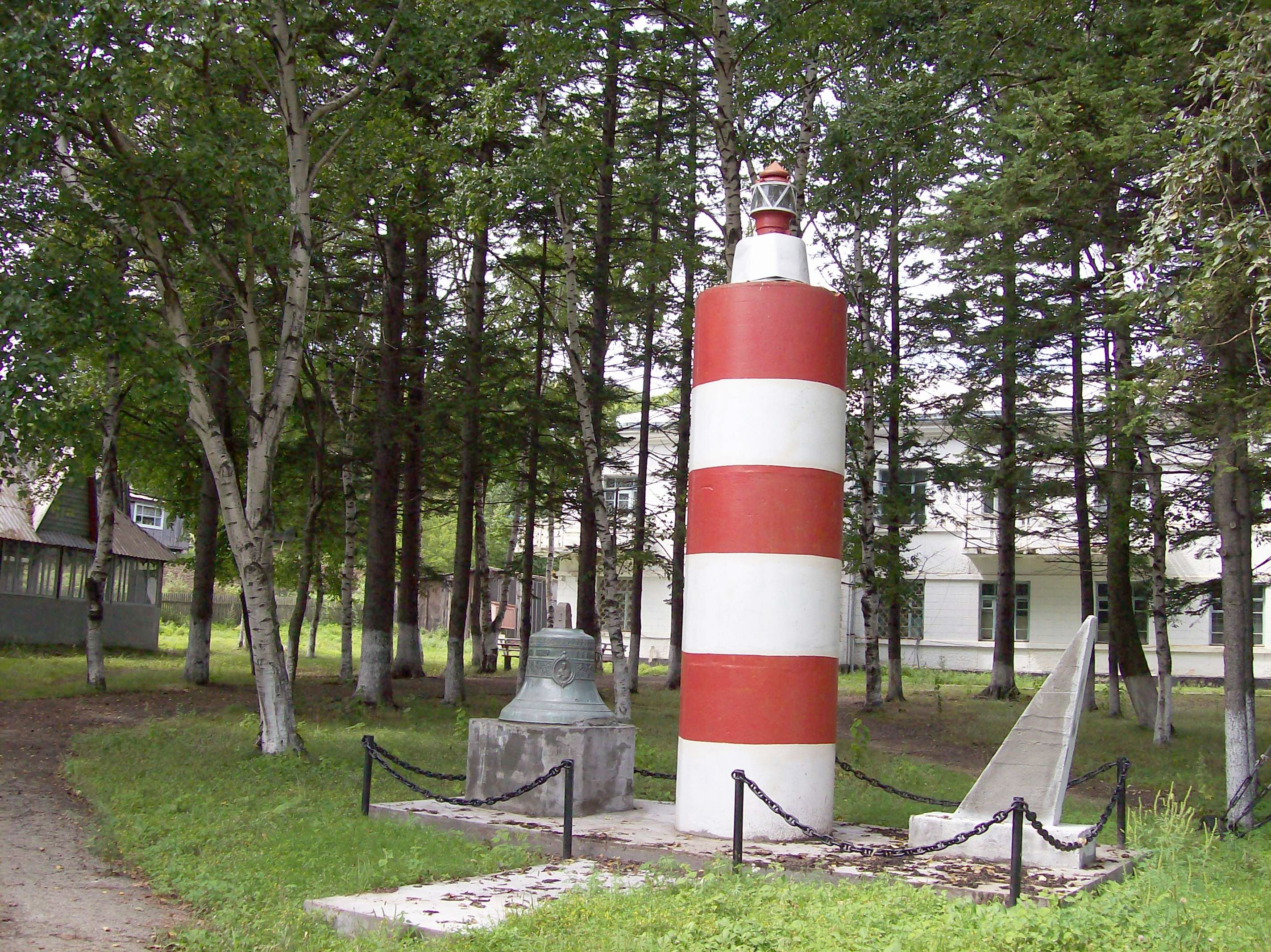
Памятный знак, посвящённый гидрографической службе Ольгинского района.
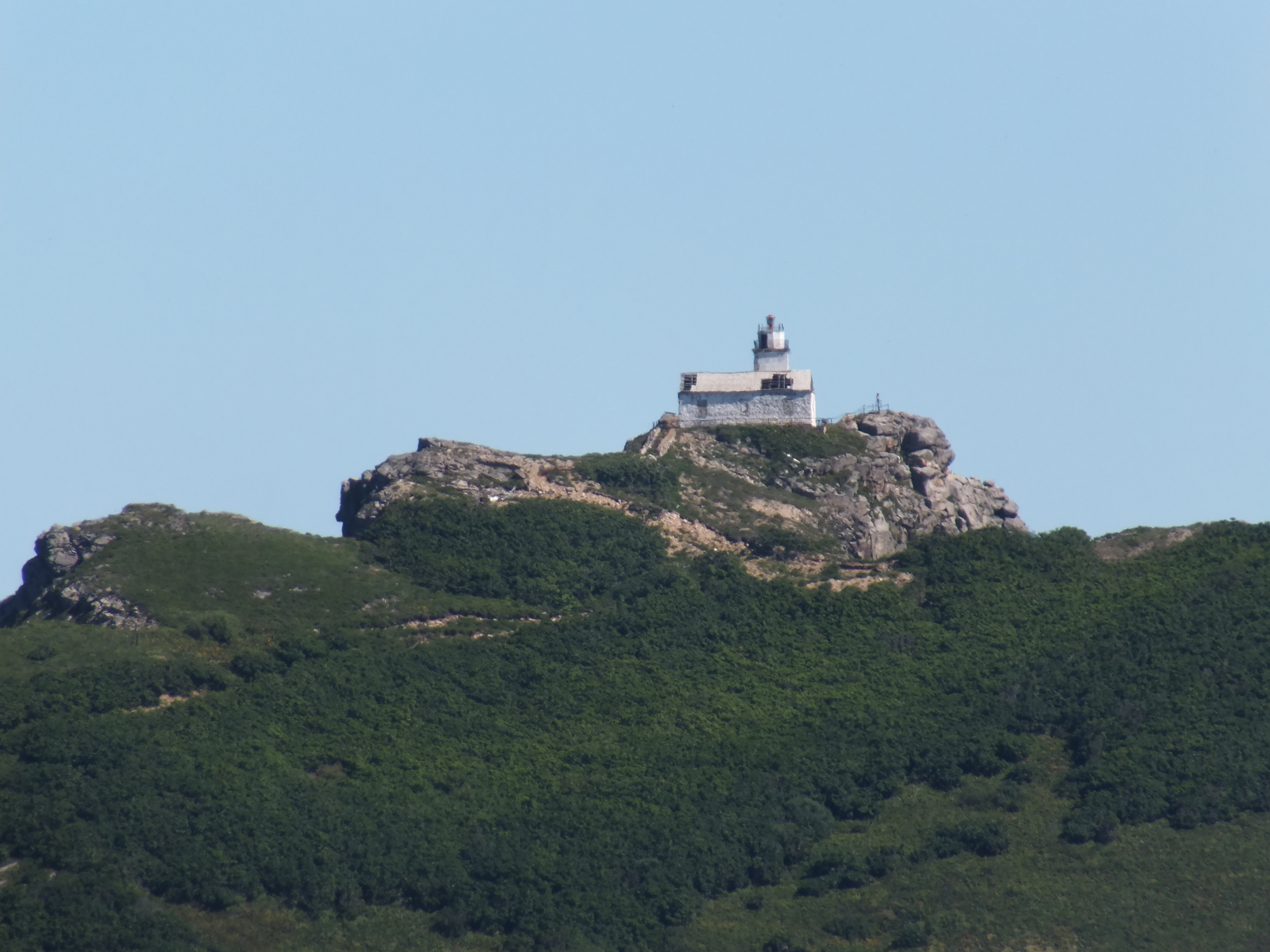
Маяк.